# Брагино (Краснокамский городской округ)
Брагино — деревня в составе Краснокамского городского округа в Пермском крае России.

## История
Известна с 1782 года как деревня Пирожкова. В 1850 году упоминалась как «деревня у Пирожков, она же и Брагина». До 2018 года входила в  Оверятское городское поселение Краснокамского района. После упразднения обоих муниципальных образований вошла в состав образованного муниципального образования Краснокамского городского округа.

## География
Деревня находится примерно в 4 километрах на северо-восток от деревни Новая Ивановка на дороге Краснокамск-Стряпунята.
Климат
Климат умеренно континентальный. Наиболее тёплым месяцем является июль, средняя месячная температура которого 17,4—18,2 °C, а самым холодным январь со среднемесячной температурой −15,3…−14,7 °C. Продолжительность безморозного периода 110 дней. Снежный покров удерживается 170—180 дней.

## Транспорт
Остановка автобуса на маршруте Краснокамск-Стряпунята.

## Население
Население деревни составило 205 человек в 2002 году, 210 человек в 2010 году.
Национальный состав
Согласно результатам переписи 2002 года, в национальной структуре населения русские составляли 81 %.